# Wilhelm von Homburg
Wilhelm von Homburg, pseudonimo di Norbert Grupe (Berlino, 25 agosto 1940 – Puerto Vallarta, 10 marzo 2004), è stato un attore, pugile e wrestler tedesco, sfidante di Piero Del Papa per il titolo europeo dei pesi mediomassimi.

## Biografia
Wilhelm Von Homburg nacque a Berlino all'inizio della Seconda guerra mondiale. Il padre Richard Grupe era anch'egli un pugile professionista e fu in attività dal 1946 al 1952.

## Carriera pugilistica
Ha esordito da professionista nella categoria dei pesi massimi, nel 1962 negli Stati Uniti, dove ha combattuto i primi 21 match. Amante dell'alcol, degli eccessi e degli abiti di classe, Von Homburg arrivava sempre sul ring fumando un sigaro cubano. Venne soprannominato Prinz (Principe) e divenne molto popolare oltre Atlantico dove fu paragonato a Muhammad Ali.
Rientrato in patria, tra i suoi avversari vi fu Piero Tomasoni, dal quale fu inaspettatamente sconfitto a Dortmund, il 16 gennaio 1965. Il 14 maggio dello stesso anno costrinse al pari il connazionale ed ex campione d'Europa dei mediomassimi Erich Schöppner, inducendolo a lasciare la boxe.
Il 19 novembre 1966 al Deutschlandhalle di Charlottenburg combatté per il titolo di campione europeo dei pesi mediomassimi ma venne sconfitto per squalifica all'undicesimo round da Piero Del Papa.
Nel 1968, nei pesi massimi, ottenne una tiratissima ma importante vittoria contro il connazionale Gerhard Zech, già avversario di fortissimi pugili statunitensi (Liston, Folley e Terrel). Seguì una trilogia di combattimenti contro l'italiano Giulio Rinaldi, sempre in terra tedesca, che gli fruttò due vittorie per KOT e una sconfitta ai punti.
Il 20 giugno 1969, a Schöneberg (Berlino), tentò di mettersi in luce a livello mondiale affrontando il fortissimo argentino Oscar Bonavena, reduce da una contrastatissima sconfitta ai punti contro Joe Frazier per il titolo mondiale dei pesi massimi. Fu sconfitto alla terza ripresa per getto della spugna. Infine, il 12 dicembre 1969 fu battuto a Colonia dal futuro campione europeo dei pesi massimi, il connazionale Jürgen Blin.
Dopo un ultimo match infruttuoso concluse la carriera pugilistica dopo 8 anni con  alle spalle 30 vittorie su 47 incontri disputati.

## Carriera cinematografica e vicende giudiziarie
Allo stesso tempo si dedicò anche di cinema e nel 1965 esordì nel film I morituri di Bernhard Wicki, poi ebbe alcune piccole parti in Il sipario strappato di Alfred Hitchcock e in Missione compiuta stop. Bacioni Matt Helm di Phil Karlson. Successivamente scontò due anni e tre mesi di carcere per lesioni fisiche e sfruttamento della prostituzione nel quartiere di St. Pauli ad Amburgo, città dove visse gran parte della sua vita.
Dopo il carcere ricominciò la sua carriera d'attore nel 1976, dopo aver avuto un ruolo non accreditato in Intrigo in Svizzera di Jack Arnold e in La ballata di Stroszek di Werner Herzog. Nel 1988 e nel 1989 impersonò i due ruoli che lo resero famoso al grande pubblico: quello del terrorista James in Trappola di cristallo e Vigo il Carpatico in Ghostbusters II, dove venne doppiato all'ultimo momento dal famoso attore svedese Max von Sydow con una decisione presa dal produttore e regista del film Ivan Reitman: infatti von Homburg vide il doppiaggio solo dopo che il film fu completato.
Nel 1994 impersonò Simon nel film Il seme della follia e nello stesso anno ebbe una piccola parte nel film Il silenzio dei prosciutti di Ezio Greggio. Questo fu il suo ultimo ruolo, poiché a causa delle sempre più precarie condizioni di salute causate dall'alcol decise di ritirarsi a vita privata. Gli ultimi anni li visse in povertà in un pulmino Volkswagen nella periferia di Los Angeles assieme al suo cane. Dopo un breve soggiorno da un amico ex pugile, in Texas, si trasferì in Messico, a Puerto Vallarta, dove è morto a causa di un cancro alla prostata. È stato sepolto in una località sconosciuta del Messico. Nelle interviste che ha rilasciato ha sempre chiesto scusa per i crimini di Hitler e del nazismo; inoltre von Homburg era bisessuale e fece parte come motociclista degli Hells Angels.

## Filmografia

### Cinema
- I morituri (Morituri), regia di Bernhard Wicki (1965)
- Il sipario strappato (Torn Curtain), regia di Alfred Hitchcock (1966)
- I contrabbandieri del cielo (The Hell with Heroes), regia di Joseph Sargent (1968)
- La brigata del diavolo (The Devil's Brigade), regia di Andrew V. McLaglen (1968)
- Missione compiuta stop. Bacioni Matt Helm (The Wrecking Crew), regia di Phil Karlson (1968)
- La ballata di Stroszek (Stroszek), regia di Werner Herzog (1976)
- Intrigo in Svizzera (The Swiss Conspiracy), regia di Jack Arnold (1977)
- Trappola di cristallo (Die Hard), regia di John McTiernan (1988)
- Ghostbusters II - Acchiappafantasmi II, regia di Ivan Reitman (1989)
- Uccidete la colomba bianca (The Package), regia di Andrew Davis (1989)
- La notte dell'imbroglio (Diggstown), regia di Michael Ritchie (1992)
- Il seme della follia (In the Mouth of Madness), regia di John Carpenter (1994)
- Il silenzio dei prosciutti (The Silence of the Hams), regia di Ezio Greggio (1994)

### Televisione
- Il ladro (T.H.E. Cat) – serie TV, episodio 1x01 (1966)

## Doppiatori italiani
Nelle versioni in italiano delle opere in cui ha recitato, Wilhelm von Homburg è stato doppiato da:
- Renato Turi in Ghostbusters II - Acchiappafantasmi II
- Carlo Valli in Trappola di cristallo
- Paolo Buglioni ne Il seme della follia